# Кристин (фильм)
«Кристин» (англ. Christine) — биографический драматический фильм 2016 года режиссёра Антонио Кампоса. Премьера фильма состоялась на кинофестивале Сандэнс в январе 2016 года. Премьера в кинотеатрах США состоялась 14 октября 2016 года, в Великобритании — 27 января 2017 года.

## Сюжет
Сарасота, Флорида, 1974 год: Репортер Кристин Чаббак часто конфликтует со своим боссом Майклом, который хочет, чтобы она меньше фокусировалась на материалах, представляющих интерес для людей, и больше на преступлениях, что повышает рейтинги новостей. Она также влюбляется в своего коллегу Джорджа Питера Райана. После того, как Кристин почувствовала боли в животе, врач сказал ей, что ей необходимо удалить яичник, что приведет к снижению вероятности того, что у неё будут дети. На работе она узнает, что владелец станции намерен повысить кого-то из команды Сарасоты, переехав в Балтимор.
Стремясь заслужить повышение, Кристин покупает полицейский сканер и начинает его прослушивать, надеясь найти истории посерьезнее. Хотя её коллеги хвалят её рассказы, Майкл говорит ей, что это не то, что ищет станция. Кристин пытается сделать материал, сочетающий документальный фильм и отдых, но Майкл её отвергает и сообщает Кристин, что её фрагмент будет заменен. Кристин покидает студию после того, как накричала на Майкла перед всей станцией, а он велел ей идти домой. Взяв выходной, Кристин возвращается на работу и просит Джорджа пригласить её куда-нибудь, чтобы они могли поговорить. В ресторане пара делится личными секретами.
После ужина Джордж говорит Кристин, что хочет помочь ей, и приводит её в группу самопомощи по транзактному анализу. Группа выполняет упражнение под названием «Да, но...», в котором один человек описывает свои проблемы, а другой предлагает решения. В ходе игры Кристин рассказывает своему партнёру, что она девственница, но отчаянно хочет мужа и ребёнка. Джордж отвозит Кристин домой и сообщает ей, что его переводят в Балтимор. Оставшись одна, Кристин едет к дому Боба Андерсона, владельца станции, где притворяется, что у неё спустило колесо. Они обсуждают рекламные акции в Балтиморе; Андерсон рассказывает, что Джордж попросил перевести Андреа, спортивную ведущую, вместе с ним, что опустошает Кристин.
На работе Майкл разрешает Кристин сделать ещё один фрагмент. Кристин зачитывает несколько минут местные новости. Когда кадры с места преступления застревают и её просят остановиться, она пожимает плечами, объявляет, что телеканал будет транслировать попытку самоубийства в прямом эфире, достает револьвер и стреляет себе в голову. Кристин падает на пол, заставляя своих недоверчивых коллег понять, что это не розыгрыш. Её доставляют в больницу, где она в конце концов умирает от полученных травм. Её мать и коллеги опустошены.
Одна из них, Джин, собирает вырезки из новостей Кристин в мемориальный фильм, прежде чем вернуться домой, достать мороженое из холодильника, включить телевизор и спеть тематическую песню шоу Мэри Тайлер Мур, что, как она ранее сказала Кристин, она сделала, чтобы справиться с грустью.

## В ролях
- Ребекка Холл — Кристин Чаббак[3]
- Майкл Си Холл — Джордж Питер Райан[3]
- Трейси Леттс — Майкл Нельсон[3]
- Мария Диззия — Шон Рид[3]
- Джей Смит-Камерон — Пег Чаббак[3]
- Джон Каллум — Боб Андерсен
- Тимоти С. Саймонс — Стив Тёрнер
- Ким Шоу — Эндрия Кирби
- Морган Спектор — доктор Парсонс

## Отзывы
Фильм получил положительные оценки кинокритиков, которые хвалили роль Ребекки Холл. На сайте Rotten Tomatoes фильм имеет рейтинг 88 % на основе 129 рецензий критиков со средней оценкой 7,3 из 10. На сайте Metacritic фильм получил оценку 72 из 100 на основе 34 рецензий, что соответствует статусу «в целом положительные отзывы».
Грег Чаббак, брат и единственный оставшийся в живых родственник Кристины, раскритиковал выпуск фильма, также как и короткометражный фильм «Кейт играет Кристину», хотя признался, что не видел ни одного фильма. Он выразил обеспокоенность тем, что зрители будут обращать внимание только на сенсационный аспект истории и игнорировать многие положительные качества Кристины.

## Награды и номинации
| Награды и номинации                    | Награды и номинации | Награды и номинации                       | Награды и номинации             | Награды и номинации | Награды и номинации |
| Награда                                | Год                 | Категория                                 | Номинант                        | Результат           | Прим.               |
| -------------------------------------- | ------------------- | ----------------------------------------- | ------------------------------- | ------------------- | ------------------- |
| Ассоциация кинокритиков Чикаго         | 2016                | Лучшая актриса                            | Ребекка Холл                    | Номинация           | [ 13 ]              |
| Международный кинофестиваль в Чикаго   | 2016                | «Серебряный Хьюго» за лучшую женскую роль | Ребекка Холл                    | Победа              | [ 14 ]              |
| Общество кинокритиков Детройта         | 2016                | Лучшая актриса                            | Ребекка Холл                    | Номинация           | [ 15 ]              |
| Dorian Awards                          | 2017                | Незамеченный фильм года                   | Кристин                         | Победа              | [ 16 ]              |
| Общество Хьюстонских кинокритиков      | 2017                | Лучшая актриса                            | Ребекка Холл                    | Номинация           | [ 17 ] [ 18 ]       |
| Независимый дух                        | 2017                | Лучший дебютный сценарий                  | Крэйг Шилович                   | Номинация           | [ 19 ]              |
| Независимый дух                        | 2017                | Лучший продюсер                           | Мелоди С. Рошер и Крэйг Шилович | Номинация           | [ 19 ]              |
| Опрос критиков IndieWire               | 2016                | Лучшая женская роль                       | Ребекка Холл                    | 7-е место           | [ 20 ]              |
| Премия Лондонского кружка кинокритиков | 2017                | Британская / ирландская актриса года      | Ребекка Холл                    | Номинация           | [ 21 ]              |
| Ассоциация кинокритиков Лос-Анджелеса  | 2016                | Лучшая женская роль                       | Ребекка Холл                    | 2-е место           | [ 22 ]              |
| Сандэнс                                | 2016                | Гран-при: Драматический фильм             | Антонио Кампос                  | Номинация           | [ 23 ] [ 24 ]       |
| Ассоциация кинокритиков Торонто        | 2016                | Лучшая женская роль                       | Ребекка Холл                    | 2-е место           | [ 25 ]              |
| Women Film Critics Circle              | 2016                | Лучший фильм о женщине                    | Кристин                         | Номинация           | [ 26 ]              |
| Women Film Critics Circle              | 2016                | Лучшая актриса                            | Ребекка Холл                    | Номинация           | [ 26 ]              |
| Women Film Critics Circle              | 2016                | Мужество в действии                       | Ребекка Холл                    | Победа              | [ 26 ]              |
| Women Film Critics Circle              | 2016                | Премия Карен Морли                        | Кристин                         | Номинация           | [ 26 ]              |
| Women Film Critics Circle              | 2016                | Премия «Невидимая женщина»                | Ребекка Холл                    | Номинация           | [ 26 ]              |